# Pierrecourt, Haute-Saône
Pierrecourt là một xã ở tỉnh Haute-Saône trong vùng Franche-Comté phía đông nước Pháp.